# 香林庵 (衡阳)
香林庵在湖南衡阳回雁峰下，雁峰区龙泉巷二号，是湘南地区唯一的“比丘尼十方丛林”。

## 历史
香林庵始建于清光绪年间（1875-1908）。1941年春，香林庵遭大火，焚毁殆尽。1947年重新修建。